# Gefährlicher Ort (Mathematik)

Gefährlicher Kreis beim Rückwärtsschnitt

Als Gefährlicher Ort wird in der Mathematik und angewandten Geometrie eine kritische geometrische Situation eines Schnittverfahrens oder einer Ortsbestimmung bezeichnet, bei der sich zwei oder mehrere geometrische Orte unter sehr flachem Winkel schneiden. Wird diese Situation nicht bemerkt – oder durch überzählige Messungen entschärft –, so kann die Position von Neupunkten extrem ungenau werden.
Für die Mehrzahl des Begriffs ist unter Mathematikern Gefährliche Orte gebräuchlich, in der Geodäsie und Ortung hingegen Gefährliche Örter (analog zu Sternörtern).
Schleifende Schnitte ergeben gefährliche Orte bei stumpfen Schnittwinkeln größer als 170°, bzw. weniger als zehn bis fünf Grad für den Nebenwinkel. Deshalb werden in der Ingenieurgeodäsie eingemessene Punkte ein- oder zweifach überbestimmt.
Peripheriekreise sind besonders anfällig für gefährliche Orte infolge schleifender Schnitte – etwa wenn beim geodätischen Rückwärtsschnitt der Neupunkt gemeinsam mit den drei Festpunkten in der Nähe eines Kreises liegt (gefährlicher Kreis). Statt eines eindeutigen Schnittpunkts erhält man einen Schnittbereich, der in der Abbildung mit N'-N'  gekennzeichnet ist.
Bestimmte Satellitenkonfigurationen lassen bei der Satellitennavigation den Messfehler um mehrere Größenordnungen anwachsen. Ihr Auftreten wird über die Bestimmung der sog. Dilution of Precision erfasst.